# Krumme Lanke (métro de Berlin)
Krumme Lanke est une station du métro de Berlin, terminus sud-ouest de la ligne 3, au quartier de Zehlendorf dans l'arrondissement de Steglitz-Zehlendorf. Mise en service le 22 décembre 1929, la station devait à l'origine s'appeler Alsenstraße ; elle a finalement acquis le nom d'un lac, le Krumme Lanke situé à environ un kilomètre au nord-ouest de celle-ci, à la lisière de la forêt Grunewald.

## Situation
Bien que la gare est en surface, les quais sont à 3,6 mètres en dessous du niveau de la rue. Cette différence de niveau peut-être franchie depuis 1989 à l'aide d'un ascenseur. Le quai central entre les voies 1 et 2 fait 8,8 mètres de large, 110,5 mètres de long et est intégralement abrité par un toit. En parallèle à ces deux voies, une voie de garage a été construite, accessible pour les rames en faisant demi-tour.

## Histoire
Le bâtiment d'accueil, construit sur projet de l'architecte Alfred Grenander, était en grande partie démoli en 1988. Restauré selon les plans originaux, il a été rouvert le 17 juillet 1989. Depuis de longues années, il avait été prévu de prolonger la ligne 3 vers la gare de Berlin Mexikoplatz (S-Bahn) ; néanmoins, la réalisation de la planification est incertaine.

## Correspondance
Il existe des correspondances possibles avec les lignes diurnes d'autobus 118 (Rathaus Zehlendorf ↔ Potsdam, Drewitz Stern-Center), 622 (aller simple Krumme Lanke → Stahnsdorf, Hildegardstraße), X11 (Krumme Lanke ↔ Schöneweide) et la ligne nocturne N3 (Wittenbergplatz ↔ Mexikoplatz).